# Menglöd
Menglöd est une femme mentionnée dans deux poèmes de la mythologie nordique, le Grógaldr et le Fjölsvinnsmál, que l'on regroupe dans un même ensemble appelé communément le Svipdagsmál car ils constituent une suite en mettant en scène le même héros Svipdagr en quête pour l'amour de Menglöd. Le nom Menglöd signifie (germ. *manja-gladó) « celle que réjouit (son) collier ». Elle est habituellement identifiée à la déesse Freya.
Dans le premier poème, Menglöd est seulement mentionnée par le héros Svipdagr qui réveille sa mère morte Gróa, une völva, pour qu'elle lui chante les incantations secourables dans sa quête de conquérir sa destinée.
Dans le deuxième poème, Svipdagr arrive jusqu'au château de Menglöd et provoque un jeu de questions avec le gardien, qui dit se nommer Fiolsvinn « Très vif d'esprit » et lui demande son nom et son origine. Svipdagr dit s'appeler Vindkald « froid comme le vent » et obtient une réponse à ses questions : Fiolsvinn lui apprend que Menglöd est disposée à accueillir un dénommé Svipdagr. Svipdagr révèle alors son véritable nom, celui de son père Solbiart (« Brillant comme le soleil ») et gagne le droit de passage. Il est ensuite accueilli par Menglöd.
Menglöd est également l'héroïne de l'Épisode d'Orm fils de Storolf. Ce récit narre l'expédition d'Orm, qui venge son ami Asbiorn, tué lors d'une tentative infructueuse, en débarrassant la demi-géante Menglöd de son demi-frère Brusi (« Mugissant ») et de la chatte noire, mère de celui-ci.

## Interprétations
Les noms des personnages, les faux comme les vrais, montrent qu'il s'agit d'un récit inspiré de la mythologie du cycle annuel. Le héros lumineux et solaire se fait passer pour un géant hivernal jusqu'à ce que le temps soit venu pour l'accomplissement du destin et sa rencontre avec Menglöd, Aurore de l'année, symbole du printemps,.